# Mizoram
Mizoram (hindi मिज़ोरम, trb.: Mizoram, trl.: Mizorām; ang. Mizoram) – jeden ze stanów Indii, położony w ich północno-wschodniej części, zamieszkiwany głównie przez lud Mizo. Stolicą stanu, a zarazem największym miastem jest Aizawl. Stan został utworzony 20 lutego 1987 roku. 

## Podział administracyjny
Stan Mizoram dzieli się na następujące okręgi:

1. Aizwal
2. Champai
3. Chhimtuipui
4. Kolasib
5. Lawngtlai
6. Lunglei
7. Mamit
8. Serchip